# Brando
Brando (korziško Brandu) je naselje in občina v francoskem departmaju Haute-Corse regije - otoka Korzika. Leta 2009 je naselje imelo 1.592 prebivalcev.

## Geografija
Kraj leži na severovzhoduu otoka Korzike nad vzhodno obalo rta Cap Corse, 8 km severno od središča Bastie.

## Uprava
Brando je sedež kantona Sagro-di-Santa-Giulia, v katerega so poleg njegove vključene še občine Canari, Nonza, Ogliastro, Olcani, Olmeta-di-Capocorso, Pietracorbara in Sisco s 3.830 prebivalci.
Kanton Sagro-di-Santa-Giulia je sestavni del okrožja Bastia.